# La mamá del año
La mamá del año fue un programa de televisión argentino producido por Endemol y transmitido por el Canal 13 de Buenos Aires. Era conducido por Andrea del Boca y se emitía de lunes a viernes a las 16 horas.

## Descripción
La mamá del año fue un programa de servicios y entretenimientos dirigido a las madres y a la familia en general. Su horario original fue el de las 19 horas, pero desde marzo se emite a las 16.
Además de Del Boca, estaban como panelistas Carla Czudnowsky, Malena Luchetti, el médico Ignacio Nadal, la psicóloga Marisa Russomando, y la abogada Ada Rizzuti.
El objetivo primordial era mostrar el rol protagónico que cumplen las madres en una familia, e indagar sobre sus sentimientos, miedo, angustias y necesidades. Para esto desfilarán por el programa madres de todos los estratos sociales y además disertarán varios especialistas en el tema.
Además las madres que concurrían al programa participaban de varios juegos preparados por la producción. La madre ganadora de la emisión era “Madre del día” y al final de la temporada fue elegida la “Madre del año”.